# 柏·本漢：我的隔離日記
《柏·本漢：我的隔離日記》（英語：Bo Burnham: Inside）是2021年的特輯。影片由柏·本漢編劇、執導、剪輯和主演，拍攝在其家中客房進行，因處於嚴重特殊傳染性肺炎期間，影片中没有任何工作人員或觀眾。2021年5月30日，该片在Netflix上映。影片以有關室內日常生活的歌曲和短劇，講述其逐漸惡化的心理狀況、探討展演性觀念和自己與觀眾的關係。部分歌曲與網路行為有關，例如用FaceTime打給母親、上載相片至Instagram、性短訊和遊戲直播。
它是繼本漢開始患有恐慌發作期間舉辦的巡迴單口秀錄像《快樂就好》後再度推出的專題片。原聲帶《我的隔離日記 (歌曲)》於2021年6月10日數位發行。影片在音樂、攝影和呈現疫情生活方面取得好評。影評人認為專題片融合了音樂、少許獨角喜劇和衍生評語等藝術形式，稱其為某種喜劇、劇情、專輯和話劇混合體。

## 背景
柏·本漢是名音樂喜劇演員，從2006開始在YouTube發布歌曲影片而聲名鵲起。這些歌曲收錄進他首張專輯《柏·本漢》後舉行了三場巡迴單口秀，前兩場以專輯《單詞單詞單詞》和《什麼.》發行，第三場錄製整場秀後推出特輯《快樂就好》。本漢巡迴《快樂就好》時開始在舞台上罹患恐慌發作，並在這期間自編自導《八年級生》和出演《前程似锦的女孩》。喜劇特輯《我的隔離日記》在本漢洛杉磯家中的客房拍攝，《快樂就好》結尾也同攝此地。
2021年4月28日，本漢在Twitter和Instagram發布新特輯《我的隔離日記》預告。他還表示因嚴重特殊傳染性肺炎的關係，他將會在無工作人員或觀眾的情況下獨自完成整場秀。同年5月21日，他宣布《我的隔離日記》將會於同月30日上映。影片上映時沒有任何記者會新聞資料袋或劇照。它於2021年7月22日至25日期間在美國有限上映，某些影院在首週後增加場次。

## 劇情梗概
由於本漢無法離開家，所以他在單人房表演。他會定期更新製作過程中所發生的事，頭髮和鬍子也逐漸長了起來。在演唱完〈作品〉（"Content"）和諷刺白人男喜劇演員的〈喜劇〉（"Comedy"）後，他開始找回製作專題片的動力。本漢出演和母親視訊很沮喪的歌曲〈今晚要和媽視訊〉（"FaceTime with My Mom (Tonight)"）。接著演唱教小孩大自然的〈世界運行之道〉（"How the World Works"），但他戴在手上的襪子玩偶不斷唱著許多帶有爭議性的話題，例如歷史上的種族滅絕和勞工剝削，更批評本漢只是用自己的觀點來詮釋問題。
本漢模仿產品品牌顧問時談及公司需履行道德倫理，之後演唱有關Instagram常見人物的〈白人女性的IG〉（"White Woman's Instagram"）。他以單口形式質疑每個人發表意見是否有必要。本漢對關於無薪實習生用完即棄的簡短歌曲〈無薪實習生〉（"Unpaid Intern"）錄反應影片，但開始不斷反應自己之前的反應影片。他接著演唱明褒實貶的歌曲〈貝佐斯其一〉（"Bezos I"）。
本漢表演有關性短訊的歌曲，之後拿著刀模仿典型YouTuber的「感謝」影片。他接著演出〈誰又被困在裡面〉（"Look Who's Inside Again"）和講述自己過去行為的〈很有問題〉（"Problematic"）。他告訴觀眾還有幾分鐘就30歲，透露曾希望專題片能在這之前完成，他接著唱起感嘆自己年華老去的〈30歲〉（"30"）。本漢在歌曲結束時表示自己會在40歲自殺，接著敦促觀眾不要自殺，但坦白如果這是暫時的他會去做。幾個月後，這番言論在本漢重看時投射在他的白T裇上。
在清理相機的中場休息後，本漢在〈不想知道〉（"Don't Wanna Know"）反問觀眾對專題片的看法。他在模仿遊戲直播時玩著自己在房間哭泣的遊戲並加以解說。接著他演唱有關鬱期但異常正面的歌曲〈屎〉（"Shit"），並以〈歷史最低點〉（"All Time Low"）描述自己的心理狀況。他在〈歡迎來到網路世界〉（"Welcome to the Internet"）討論網路的起源和多變性質，鼓勵觀眾找找不同類型的內容，當中有些正面但有些蠻病態。本漢承認他不想完成影片，因為那樣就不會任何東西打攪自己，並以〈貝佐斯其二〉（"Bezos II"）再諷刺貝佐斯和以〈那種奇怪的感覺〉（"That Funny Feeling"）描述一系列不協調意象和即將發生的社會崩潰。他嘗試和觀眾對話，但突感到不知所措，擊倒器材後哭成淚人。
本漢為觀眾演唱預錄歌曲〈所有人都看著我〉（"All Eyes On Me"），透露自己五年前因為在舞台上罹患恐慌發作而退出現場獨角喜劇行列，正當2020年1月他認為心理健康改善到足夠回歸時，「就發生了這件鳥事」。這首歌同時命令觀眾醒來，交替舉起雙手為他祈禱。他開始對觀眾感到憤怒，拿起相機跳舞後將它摔到地上。
他在進行早上慣例活動後透過筆記本電腦觀看上一幕鏡頭，表示他「完成了」。接著閃回較短頭髮和鬍子的他演唱反思自己生活的〈再見〉（"Goodbye"），過程中再度切回長頭髮鬍子的他，歌曲中有包含前幾首歌的歌詞。一段蒙太奇展示本漢為專題片每首歌設置場地，之後切到聚光燈照著他裸體彈奏。歌曲結束後，他身穿白色離開房間，卻被鎖在外面，場外觀眾鼓掌並笑他嘗試進去。本漢回到房間後透過投影機觀看這幕會心一笑，觀眾的笑聲也越來越大。

## 我的隔離日記 (歌曲)
| 評論得分 | 評論得分 |
| 來源     | 評分     |
| -------- | -------- |
| AllMusic | [ 17 ]   |

正如2021年6月8日宣布的那樣，《我的隔離日記》的原聲帶《我的隔離日記 (歌曲)》（Inside (The Songs)）於6月10日在音樂串流平台發行，與從未以專輯釋出的《快樂就好》形成對比。同年6月1日，〈今晚要跟媽視訊〉的音樂錄影帶在Netflix的YouTube頻道「Netflix是個笑話」（Netflix Is A Joke）播出。柏·本漢的YouTube頻道發布3支音樂錄像，分別是〈歡迎來到網路世界〉（6月4日）、〈白人女性的IG〉（6月10日）和〈所有人都看著我〉（6月16日）。〈世界是怎麼運作〉和〈無薪實習生〉的歌曲本身及草稿分別於7月23日和7月25日上載到「Netflix是個笑話」。
除了專輯排進許多國家榜單外，部分歌曲也登上排行榜。〈所有人都看著我〉是首支進入《告示牌》全球二百大單曲榜的喜劇歌曲。2021年7月2日，刪掉本漢演說的附加版本以〈所有人都看著我 (只有歌曲)〉（"All Eyes On Me (Song Only)"）發行，還以附加曲目收錄進完整專輯的額外版本。同年7月20日，億萬富翁搭乘火箭升空，隔天歌曲〈貝佐斯其一〉和〈貝佐斯其二〉觀看率上升21%，共170萬次。

### 曲目列表
| 第一碟   | 第一碟                                        | 第一碟 |
| 曲序     | 曲目                                          | 时长   |
| -------- | --------------------------------------------- | ------ |
| 1.       | 作品 Content                                  | 1:36   |
| 2.       | 喜劇 Comedy                                   | 5:19   |
| 3.       | 今晚要和媽視訊 FaceTime with My Mom (Tonight) | 2:20   |
| 4.       | 世界運行之道 How the World Works              | 4:15   |
| 5.       | 白人女性的IG White Woman's Instagram          | 4:00   |
| 6.       | 無薪實習生 Unpaid Intern                      | 0:34   |
| 7.       | 其一 Bezos I                                  | 0:58   |
| 8.       | 性簡訊 Sexting                                | 3:21   |
| 9.       | 誰又被困在裡面 Look Who's Inside Again        | 1:23   |
| 10.      | 很有問題 Problematic                          | 3:13   |
| 11.      | 30歲 30                                       | 2:34   |
| 总时长： | 总时长：                                      | 29:33  |

| 第二碟   | 第二碟                                   | 第二碟 |
| 曲序     | 曲目                                     | 时长   |
| -------- | ---------------------------------------- | ------ |
| 1.       | 不想知道 Don't Wanna Know                | 1:03   |
| 2.       | 屎 Shit                                  | 1:18   |
| 3.       | 歷史最低點 All Time Low                  | 0:54   |
| 4.       | 歡迎來到網路世界 Welcome to the Internet | 4:35   |
| 5.       | 其二 Bezos II                            | 0:45   |
| 6.       | 那種奇怪的感覺 That Funny Feeling        | 5:01   |
| 7.       | 所有人都看著我 All Eyes On Me            | 5:02   |
| 8.       | 再見 Goodbye                             | 4:09   |
| 9.       | 現在的日子 Any Day Now                   | 0:57   |
| 总时长： | 总时长：                                 | 23:44  |

| 附加版   | 附加版                                               | 附加版 |
| 曲序     | 曲目                                                 | 时长   |
| -------- | ---------------------------------------------------- | ------ |
| 10.      | 所有人都看著我 (只有歌曲) All Eyes On Me – Song Only | 3:32   |
| 总时长： | 总时长：                                             | 27:16  |

### 榜單成績
| 排行榜（2021年）                          | 最高 排名 |
| ----------------------------------------- | --------- |
| 奧地利（奧地利Ö3專輯榜）                  | 35        |
| 比利時法蘭德斯（Ultratop專輯榜）          | 14        |
| 比利時瓦隆（Ultratop專輯榜）              | 161       |
| 加拿大（《告示牌》Canadian Albums Chart） | 6         |
| 丹麥（Hitlisten專輯榜）                   | 8         |
| 荷蘭（MegaCharts專輯榜）                  | 14        |
| 芬蘭專輯榜（Suomen virallinen lista）     | 41        |
| 愛爾蘭（IRMA專輯榜）                      | 4         |
| 立陶宛專輯榜（AGATA）                     | 16        |
| 紐西蘭專輯榜（RMNZ）                      | 6         |
| 挪威（VG-lista專輯榜）                    | 5         |
| 瑞典專輯榜（Sverigetopplistan）           | 22        |
| 瑞士（Schweizer Hitparade專輯榜）         | 97        |
| 英國（OCC專輯榜）                         | 5         |
| 英國（OCC獨立專輯榜）                     | 28        |
| 美国（《告示牌》200）                     | 7         |
| 美國（《告示牌》Independent Albums）      | 18        |
| 美國（《告示牌》Top Comedy Albums）       | 1         |

## 分析

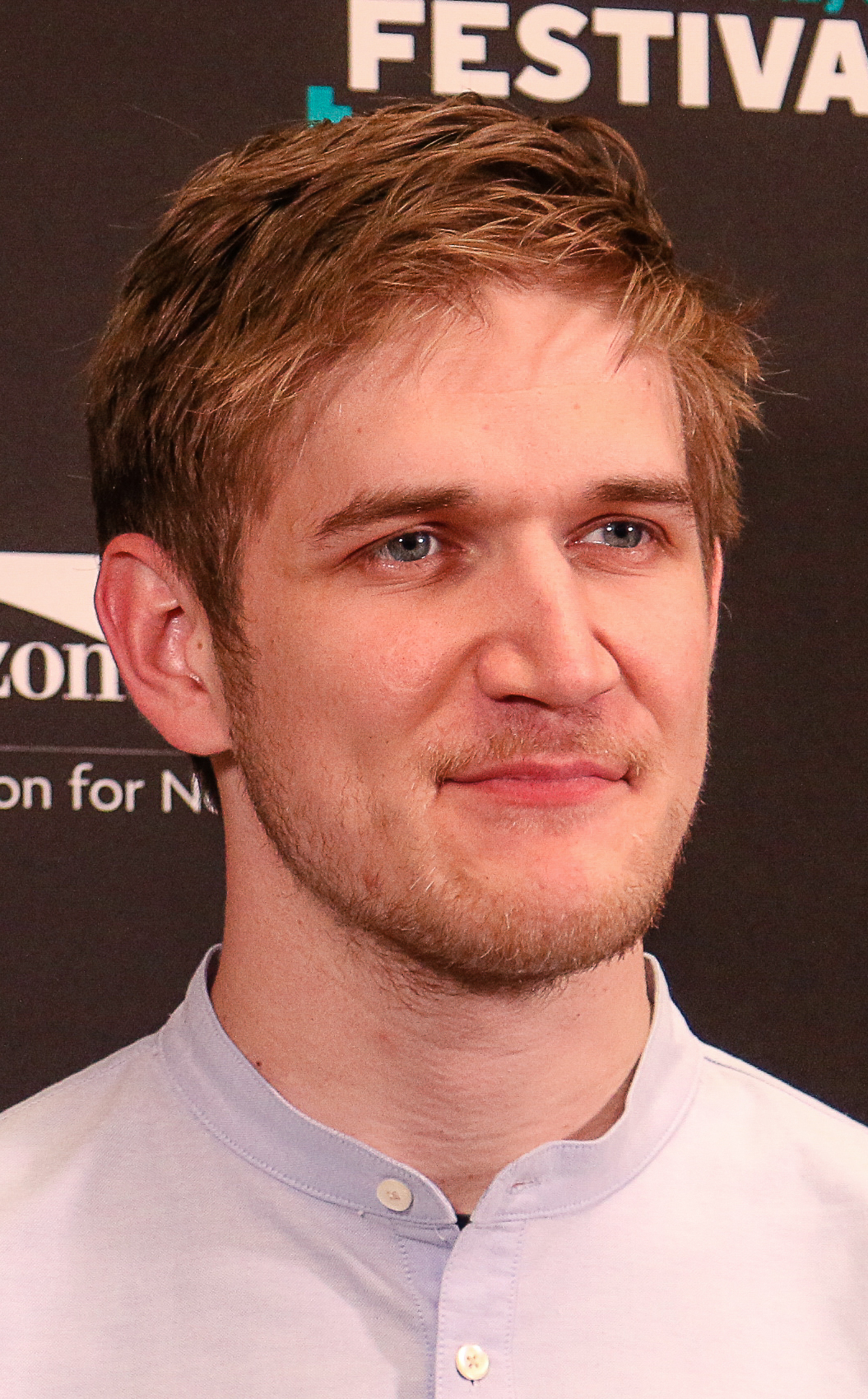
本漢是專題片唯一出現的人物

### 風格與形式
儘管經常被稱為喜劇特輯，但《我的隔離日記》中有帶爭議性和嚴肅的主題，尤其是心理健康及其惡化的過程。《衛報》的布賴恩·洛根（Brian Logan）稱它為「喜劇『整體藝術』（多種藝術形式結合的作品）」。《TechRadar》的湯姆·鮑爾（Tom Power）寫它是「喜劇劇情片」，而獨角喜劇素材、音樂與「紀實」鏡頭互相交替讓他感覺像「紀錄片和舞台劇」的結合體。《禿鷲》的凱瑟琳·凡阿連東克（Kathryn VanArendonk）同樣表示它在某些地方「渴望變成演唱會」，其他則接近「告解室」或「新聞雜誌」風格。全國公共廣播電台影評人琳達·霍姆斯反而認為它「不是紀錄片，而是寫得很好的戲劇」。特輯一些部分缺乏幽默感，許多笑話也讓觀眾陷入沈默。霍姆斯與《紐約客》的雷切爾·賽姆（Rachel Syme）都分析特輯中有限的傳統喜劇讓笑料顯得格格不入。賽姆表示它們「感覺故意陳詞濫調和過時」，而霍姆斯解釋本漢認為「沒有觀眾取笑（它的話）就毫無意義」。本漢剪輯特輯的鏡頭和觀看之前影片本身就是一個笑話。《IndieWire》的埃里克·科恩（Eric Kohn）發現特輯不同部分之間有「怪異的風格轉變和生硬的過渡」，而凡阿連東克稱本漢「全部的情感和心境（都展現出）表演活力」。
鮑爾認為單人房代表本漢的精神，並解釋「散落一地的樂器、衣服和錄像器材，代表他每天得處理自己凌亂不堪且抑制不住的思緒」。《紐約時報》的傑森·佐諾曼補充標題有雙重含義，指的是本漢在單人房裏，「還有他腦裏」也有一個。《雪梨晨鋒報》的卡爾·奎因（Karl Quinn）寫《我的隔離日記》利用有限背景「做創作的畫布」，但整體感覺是有點「幽閉恐懼症，也令人煩心倦目」，甚至像「嚴重的抑鬱症」。鮑爾表示本漢「在單獨監禁中苦苦掙扎」，並「逐漸失去對現實的掌控」，而凡阿連東克指出本漢生長的鬍子及頭髮也反應了這一軌跡。《獨立報》的伊莎貝爾·劉易斯（Isobel Lewis）看到「他越敞開心扉，（他所施的）詭計也越高超」，最後總結這是應對絕望的方法。
影評人將影片比較其他作品。的獨角喜劇固定節目《特别特别的特辑》（"The Special Special Special"）在她家拍攝，父母就是觀眾，類似於本漢只在一間房進行拍攝且沒有觀眾。嚴重特殊傳染性肺炎期間拍攝的英國喜劇電視劇《舞台剧》，由米高·辛和大衛·田納特本名出演，講述他們嘗試在封閉期間僅通過視訊排練話劇，而《影音俱樂部》的艾莉森·休梅克（Allison Shoemaker）認為《我的隔離日記》和《舞台剧》都呈現出疫情生活荒誕不經的特性。劉易斯表示《我的隔離日記》「大體上都是喜劇內容」，並探討本漢「和觀眾的複雜關係」，與漢娜·蓋茲比的獨角喜劇片相似。《極客巢穴》的亞歷克·博賈拉德（Alec Bojalad）認為影片調性和戴夫·艾格斯的回憶錄《怪才的荒誕與憂傷》中艾格斯在父母死於癌症後獨自照顧弟弟一樣是「令人困惑且常驚喜欲狂的人類歷程」。歌曲《無薪實習生》和隨後的反應影片與巴布·奧登科克和的小品《巴布大卫二人秀》中〈預先錄製的互動秀〉（"Pre-Taped Call-In Show"）相似，但本漢使用递归呈現不安全感。科恩表示影片重點和《八年级》一樣都是「在需要娛樂的時期裏將世界拒之門外的危險誘惑」，而劉易斯認為它就像本漢早前的素材，就像《單詞單詞單詞》的音樂錄影帶中「每個快速變化的鏡頭都傾盡心力」。媒體報導認為本漢的歌詞內容和外貌與音樂人相似。

### 主題
全國公共廣播電台的琳達·霍姆斯表示特輯中的「真實和虛幻」存在模糊界線。《每日野獸》的凱文·法倫（Kevin Fallon）問：「當我們看到幾乎真實到不舒服的痛苦時，哪些是表演？哪些是（我們）偷窺（到別人的生活）？」他更認為難以區分是蓄意為之。《板巖》的馬修·德森（Matthew Dessem）覺得主題是「本漢和自己作品的關係，以及作品在全球崩潰面前（變得）無關緊要」。科恩在這個話題上稱本漢「瘋狂、被動攻擊的銀幕形象，表達出他因在這個將藝術壓縮成純粹資本作品的世界進行創作，所以變得憤世嫉俗」。影評人發現本漢反覆出現的蓬亂頭髮和長鬍子形象很像耶穌。博賈拉德將特輯分析成「藝人把自我活生生打死」，鮑爾反而表示雖然本漢透過「極為個人的」作品「引導我們」，但「很難不在本漢身上看到自己」。霍姆斯認為經歷疫情的人們會對「天平」之間的「兩種強烈欲望」（「獨自……躺在床上」和「創作、保持忙碌及開玩笑」）感到熟悉。
展演性及本漢與觀眾的關係是本片的關鍵。本片是繼《快樂就好》收官曲〈無法承受肯伊咆哮〉（Can't Handle This (Kanye Rant)）後再次探討與觀眾的矛盾關係。《快樂就好》舞台部分結束後，本漢在《我的隔離日記》中的相同客房演唱〈你開心嗎？〉（"Are You Happy?"），之後離開房間和女友相聚，兩人的狗在花園，德森因而覺得這種拍攝風格在「創作性工作的嚴峻需求與外面充滿活力的生活（產生）對比」。鮑爾寫《我的隔離日記》是《快樂就好》主題的「拓展」和「延伸」。凡阿連東克發現「無止盡的表演循環和消耗，（當中的）展演性、本真和生產力令人擔憂」。在最後一幕，本漢坐在房間裏看著自己鎖在外面的錄像，佐諾曼以此認為《我的隔離日記》是「鼓勵對展演性的『真實度』表示懷疑」。
網際網路也是特輯的主題，當中明確描述了像Instagram網格和Twitch直播等媒體。佐諾曼相信它是整部影片的「主體」，因為疫情增加了「數位生活」的重要性，而本漢表露出「嚴重的懷疑」，他進一步表示「網路的鼓勵措施，（尤其是）獎勵暴行、越軌行為和濫情」的都扮演著「反派角色」。博賈拉德考慮到本漢的職業始於在YouTube發布影片，但後來社交媒體「變得更企業化和險惡」，所以覺得他與「科技和社交媒體關係緊張」。《每日電訊報》的麗貝卡·里德（Rebecca Reid）認為本漢不是在「妖魔化」或「大肆讚揚」網路，而是「表現出（它的）愚蠢、恐怖、光彩及完全無益」。

### 個別歌曲
博賈拉德和里德分析〈白人女性的IG〉中角色對過世母親的情緒。博賈拉德表示這首歌是「諷刺所有基本白人女性Instagram帳戶中膚淺且追逐人氣的照片」。它使用窄框模仿手機螢幕，就跟早前歌曲〈今晚要跟媽視訊〉一樣，但談到母親逝世時，邊框擴展到全尺寸。里德認為這反映了年輕人在社交媒體的生活充滿「單調且愚蠢的垃圾……偶爾點綴著打破界線的真誠和觀察」。博賈拉德則表示Instagram是門表演藝術，就跟本漢的展演性一樣，「有時真的會透露出來」。
《影音俱樂部》的加布里埃爾·桑切斯（Gabrielle Sanchez）評論〈很有問題〉，她比較《我的隔離日記》和本漢早期YouTube影片，發現表演風格有許多相似之處。然而，他在早年開出「明顯不好笑、恐同和厭女的笑話」。桑切斯表示〈很有問題〉有雙重目的，除了對早年內容道歉外，還有嘲諷「明星現身道歉的潮流週期」。起初本漢以年紀輕作為藉口，但隨後在下段歌詞對此感到抱歉，桑切斯因此認為傳達的信息是「成為更好的人第一步是認識錯誤」。

## 反響
根據爛番茄收集的40篇評論文章，影片「新鮮度」93%，平均得分9.10（最高十分）。網站的共識評述寫道：「《我的隔離日記》是喜劇和自省的幽閉恐懼大師班，為柏·本漢美麗又荒涼、好笑又充滿希望的專題片」。Metacritic根據9份評論打出平均分98（最高100），表明「普遍好評」。它是Metacritic評價第8高的電視節目，也是最受好評的電視特輯。《衛報》和《時代》給予本片五星（最高五星），《雪梨晨鋒報》給出四星（最高五星），《IndieWire》打出「A-」好評。《衛報》的阿德里安·霍頓（Adrian Horton）稱影片中的歌曲〈所有人都看著我〉是他2021年夏天最喜歡的歌曲。

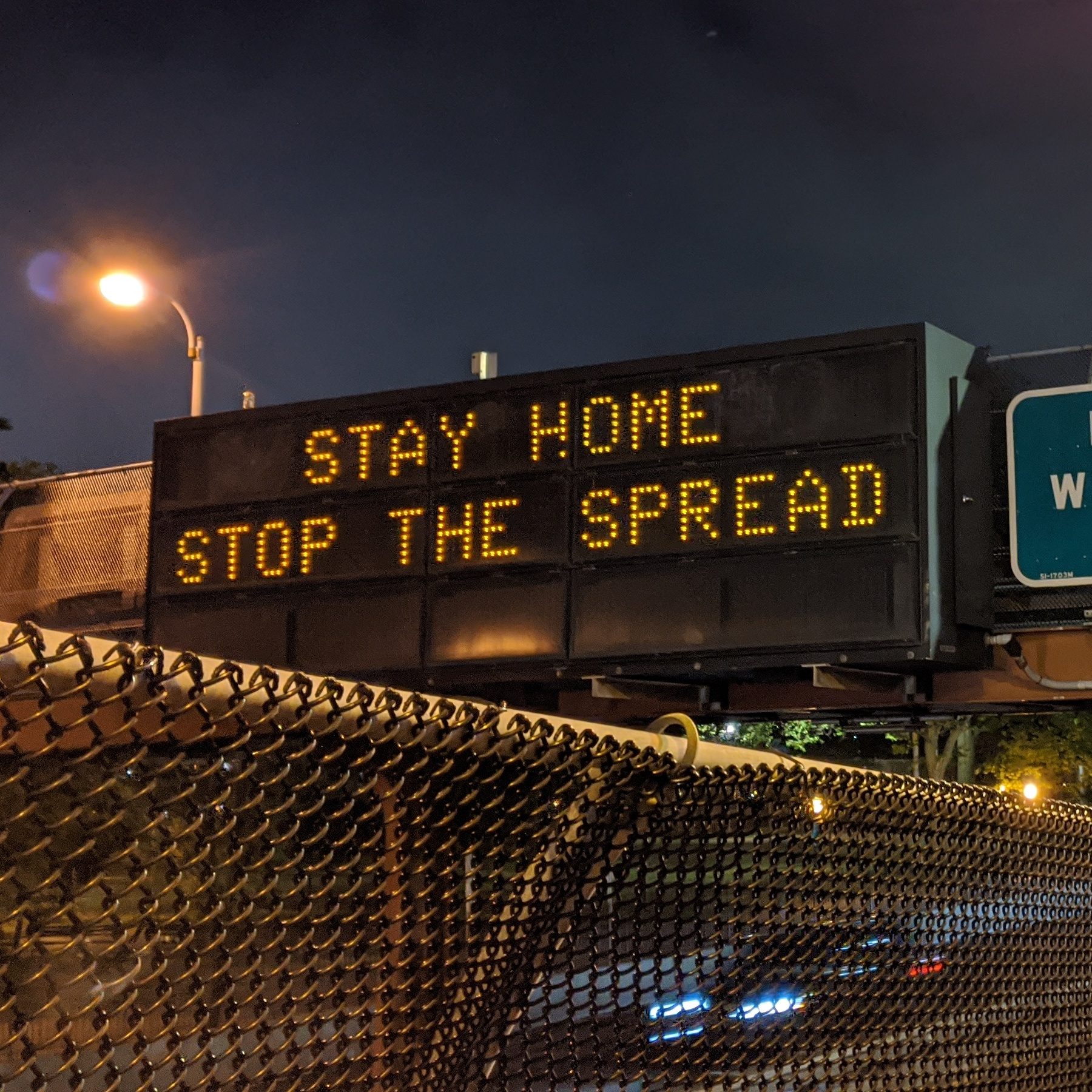
影評人稱讚專題片準確描繪嚴重特殊傳染性肺炎的特點

片中雖從未提及嚴重特殊傳染性肺炎，但影評人稱讚影片對它的呈現。《時代》的多米尼克·麥克斯韋（Dominic Maxwell）稱其是這年度「首部大師級喜劇作品」，而博賈拉德認為它是從「最佳的西方流行藝術中提煉出來」。德森稱影片是「目前為止對21世紀最真誠的藝術性回應」，而奎因覺得它可能是這段時期的「必要文件」。《每日野獸》的凱文·法倫不喜歡疫情期間製作或以其為背景的媒體，卻認為《我的隔離日記》是「大隔離電視實驗節目的完美句點」。《影音俱樂部》的艾莉森·休梅克同樣稱它是少數作品能對疫情生活「有效且準確地用超現實封裝」，而鮑爾覺得它「文化相關，以及在主題上引發共鳴」。劉易斯認為它的超現實主義得以融入疫情的文化意識，表示它讓觀眾感到幽閉恐懼。法倫說其他有關疫情的節目「放縱、屈尊俯就或大多毫無意義」，但《我的隔離日記》有著「非常親密、非常個體化的真實性」。博賈拉德補充影片「不會因時間流逝而遜色」。賽姆認為它用「瘋狂且俐落清晰」地特別描繪了疫情期間「迷失、束手缚脚、亢奮和懶散的」線上體驗。由於本漢的實際限制，佐諾曼相信這證明局限就是最好的靈感。
本漢的製片和演技也廣受好評。鮑爾認為《我的隔離日記》的「思路、內容和主體性都獨一無二」。凡阿連東克稱讚本漢的執導、劇本和演出，而博賈拉德稱它是本漢目前職業生涯中最好的作品。法倫表示本漢「變色龍般的能力」讓專題片成功。休梅克評論製作「天生帶有不平凡的戲劇性」，最受影響的便是演出。劉易斯覺得本漢的喜劇能力和情感緊緊相依。佐諾曼覺得本漢預料到這場秀可能被詬病成「過度縱情」，像是「自我意識不會赦免任何東西」。
佐諾曼表示本漢利用其他喜劇演員沒注意到的攝影層面。鮑爾總結鏡頭的角度和範圍、剪輯、場景轉換及燈光效果營造了一齣「浮生若夢」。科恩認為特輯的音樂性和視覺效果創造出「完美的絞架幽默」。科恩和休梅克都覺得《我的隔離日記》不亞於《八年級生》，科恩表示它是「他自帶的傻怪台風，以及從《八年級生》就明顯流露出的高級講故事天性所形成的中庸之道」，而休梅克認為它將電影「非凡的製片技能」和「他一貫尖銳的喜劇流行曲子」相結合。
佐諾曼稱讚本漢比之前的特輯展示了更廣的音樂風格，例如咆勃爵士樂、合成器流行和音樂劇歌曲，並且「用他的視覺化詞彙將自己語言（變得一樣）嚴謹且具創意」。鮑爾寫歌曲情感轉換迅速，讓觀眾「大笑，下一分鐘卻感受到存在危機」。許多影評人表揚單首歌曲。博賈拉德認為〈白人女性的IG〉關於角色母親死亡的歌詞是《我的隔離日記》中「最具人情味和同情心的非凡時刻」，覺得它是出乎意料的一幕，在他觀看時久久難以忘懷。佐諾曼稱讚同一首歌在「視覺上精確又有趣」。另外，科恩表揚〈世界是怎麼運作〉尤其突出，而霍姆斯讚頌〈歡迎來到網路〉是「瘋狂」上網的「最佳演出」。

### 榮譽
| 獎項             | 典禮日期          | 範疇                                   | 獲獎與入圍者                | 結果 | 參考   |
| ---------------- | ----------------- | -------------------------------------- | --------------------------- | ---- | ------ |
| 黃金時段艾美獎   | 2021年9月19日     | 最佳預先錄製綜藝特別節目               | 柏·本漢、喬什·西尼爾（Josh Senior）    | 待定 | [ 71 ] |
| 黃金時段艾美獎   | 2021年9月11至12日 | 綜藝特別節目最佳導演                   | 柏·本漢                     | 待定 | [ 71 ] |
| 黃金時段艾美獎   | 2021年9月11至12日 | 綜藝特別節目最佳編劇                   | 柏·本漢                     | 待定 | [ 71 ] |
| 黃金時段艾美獎   | 2021年9月11至12日 | 綜藝節目最佳圖像剪輯                   | 柏·本漢                     | 待定 | [ 71 ] |
| 黃金時段艾美獎   | 2021年9月11至12日 | 最佳音樂指導                           | 柏·本漢                     | 待定 | [ 71 ] |
| 黃金時段艾美獎   | 2021年9月11至12日 | 最佳歌曲與歌詞                         | 〈喜劇〉（柏·本漢創作詞曲） | 待定 | [ 71 ] |
| 電視評論家協會獎 | 2021年            | 最佳電視電影、迷你劇集或特別節目成就獎 | 《柏·本漢：我的隔離日記》   | 待定 | [ 72 ] |
| 電視評論家協會獎 | 2021年            | 喜劇類最佳個人成就                     | 柏·本漢                     | 待定 | [ 72 ] |

## 外部連結
- 在Netflix上觀看《柏·本漢：我的隔離日記》
- 互联网电影数据库（IMDb）上《柏·本漢：我的隔離日記》的资料（英文）
- 豆瓣电影上《柏·本漢：我的隔離日記》的資料 （简体中文）